# Mugitamura
Mugitamura är ett vattendrag i Burundi.   Det ligger i provinsen Ngozi, i den norra delen av landet, 100 kilometer nordost om huvudstaden Bujumbura.
Omgivningarna runt Mugitamura är en mosaik av jordbruksmark och naturlig växtlighet. Runt Mugitamura är det tätbefolkat, med 459 invånare per kvadratkilometer.